# Джузеппе Маддалоні
Джузеппе Маддалоні (італ. Giuseppe Maddaloni; нар. 10 липня 1976, Неаполь, Італія) — італійський дзюдоїст, олімпійський чемпіон 2000 року, 
дворазовий чемпіон Європи.

## Виступи на Олімпіадах
| Олімпіада   | Дисципліна | Місце |
| ----------- | ---------- | ----- |
| Сідней 2000 | до 73 кг   | 1     |
| Пекін 2008  | до 81 кг   | 13    |